# St. Petersburg Ladies Trophy 2022
Il St. Petersburg Ladies Trophy 2022 è un torneo femminile di tennis giocato su cemento indoor. È la 13ª edizione del St. Petersburg Ladies Trophy, la terza della categoria WTA 500 nell'ambito del WTA Tour 2022. Il torneo si gioca alla Sibur Arena di San Pietroburgo, dal 7 al 14 febbraio 2022.

## Partecipanti al singolare

### Teste di serie
| Nazionalità | Giocatrice               | Ranking* | Testa di serie |
| ----------- | ------------------------ | -------- | -------------- |
| Grecia      | Maria Sakkarī            | 8        | 1              |
| Estonia     | Anett Kontaveit          | 9        | 2              |
| Kazakistan  | Elena Rybakina           | 12       | 3              |
| Russia      | Anastasija Pavljučenkova | 14       | 4              |
| Svizzera    | Belinda Bencic           | 19       | 5              |
| Rep. Ceca   | Petra Kvitová            | 24       | 6              |
| Lettonia    | Jeļena Ostapenko         | 25       | 7              |
| Belgio      | Elise Mertens            | 26       | 8              |

* Ranking al 31 gennaio 2022.

### Altre partecipanti
Le seguenti giocatrici hanno ricevuto una wild card per il tabellone principale:
- Petra Kvitová
- Kamilla Rachimova
- Wang Xinyu
- Vera Zvonarëva

Le seguenti giocatrici sono passate dalle qualificazioni:

- Varvara Gračëva
- Kaja Juvan
- Jule Niemeier
- Rebecca Peterson

La seguente giocatrice è entrata in tabellone come lucky loser:
- Bernarda Pera

### Ritiri
Prima del torneo
- Paula Badosa → sostituita da  Irina-Camelia Begu
- Ons Jabeur → sostituita da  Aljaksandra Sasnovič
- Anhelina Kalinina → sostituita da  Zhang Shuai
- Dar'ja Kasatkina → sostituita da  Jaqueline Cristian
- Anastasija Pavljučenkova → sostituita da  Bernarda Pera
- Karolína Plíšková → sostituita da  Alizé Cornet
- Julija Putinceva → sostituita da  Anastasija Potapova
- Sara Sorribes Tormo → sostituita da  Andrea Petković

## Partecipanti al doppio

### Teste di serie
| Nazione  | Giocatrice           | Nazione  | Giocatrice       | Rank1 | Seed |
| -------- | -------------------- | -------- | ---------------- | ----- | ---- |
| Russia   | Veronika Kudermetova | Belgio   | Elise Mertens    | 13    | 1    |
| Ucraina  | Ljudmyla Kičenok     | Lettonia | Jeļena Ostapenko | 57    | 2    |
| Cina     | Xu Yifan             | Cina     | Yang Zhaoxuan    | 74    | 3    |
| Giappone | Eri Hozumi           | Giappone | Makoto Ninomiya  | 86    | 4    |

* Ranking al 31 gennaio 2022.

### Altre partecipanti
Le seguenti coppie di giocatrici hanno ricevuto una wild card per il tabellone principale:
- Kamilla Rachimova /  Ekaterina Šalimova

### Ritiri
Prima del torneo
- Nadežda Kičenok /  Ioana Raluca Olaru → sostituite da  Sorana Cîrstea /  Ioana Raluca Olaru
- Magda Linette /  Bernarda Pera → sostituite da  Irina Maria Bara /  Ekaterine Gorgodze

## Punti
| Evento    | V   | F   | SF  | QF  | 2T | 1T   | Q    | Q2   | Q1   |
| Singolare | 470 | 305 | 185 | 100 | 55 | 1    | 25   | 13   | 1    |
| Doppio    | 470 | 305 | 185 | 100 | 1  | N.D. | N.D. | N.D. | N.D. |

## Montepremi
| Evento    | V       | F       | SF      | QF      | 2T     | 1T     | Q2     | Q1     |
| Singolare | $68,570 | $51,000 | $32,400 | $15,500 | $8,200 | $6,650 | $5,000 | $2,565 |
| Doppio*   | $25,230 | $17,750 | $10,000 | $5,500  | $3,500 | N.D.   | N.D.   | N.D.   |

1Il premio del qualificato equivale al premio del primo turno.

*per team

## Campionesse

### Singolare
Anett Kontaveit ha sconfitto in finale  Maria Sakkarī con il punteggio di 5-7, 7-6(4), 7-5.
- È il primo titolo stagionale per la Kontaveit, il sesto della carriera.

### Doppio
Anna Kalinskaja /  Caty McNally hanno sconfitto in finale  Alicja Rosolska /  Erin Routliffe con il punteggio di 6-3, 6(4)-7, [10-4].